# كاناميسين
الكاناميسين (بالإنجليزية: Kanamycin)‏ ينتمي إلى مجموعة الأمينوجليكوزيد، وهو من المضادات الحيوية التي تنتجها بكتيريا "Streptomyces kanamyceticus" و التي تستطيع معالجة مجموعة واسعة من الالتهابات.هذا الجزيء يمكن استخدامه فمويا، وريديا أو عضليا.

## الفاعلية ضد البكتيريا
الكاناميسين فعال ضد البكتيريا موجبة وسالبة الجرام وبعض الميوكوبكتيريا.ولكنه غير فعال ضد ميكروبات القطور الكاذبه ويؤثر على بعض العصيات الفطريه السليمه العنيدة للاستربتومايسين والا يزونيازيد.ويستخدم كعلاج للالتهابات الناجمه عن الجراثيم سلبيه الجرام وخاصه المتقلبات والمكورات العنقوديه التي تستجيب للمضادات الأخرى.

## الأعراض الجانبية
من اعراضه الجانبية الطفح الجلدي والصداع والغثيان والقيء والتلف الكلوي واخطر اعراضه هو الصمم الدائم.

## الإستخدامات الطبية
تم هَجر الاستخدام الحقني للكاناميسين وحصر استخدام الكاناميسين في الاستعمال الظاهري والفمي فقط.
- الاستعمال الظاهري: تُستخدم المحاليل على الأسطح المصابة أو تُحقن في المفاصل، التجويف البلوري، فراغات الأنسجة أو تجويفات الدمامل حيث توجد العدوى.